# Small world (kannivalismの曲)
「small world」（スモール・ワールド）は、kannivalismの3枚目のシングル。

## 解説
- 3形態でリリースされ、初回限定盤Aにはタイトル曲「small world」のPV、初回限定盤Bにはカップリング曲「クライベイビー」のPVを収録したDVDを収録。通常盤にはROUAGEの楽曲「Home Sick」のカヴァーが収録されている。

## 収録曲
1. small world
  - 作詞：兒玉怜／作曲：濱田圭
2. クライベイビー
  - 作詞：兒玉怜／作曲：濱田圭

通常盤のみ
1. Home Sick
  - 作詞：KAZUSHI／作曲：RAYZI